# Стоянович, Мирко
Ми́рко Стоя́нович (хорв. Mirko Stojanović; род. 11 июня 1939, Загреб, Савская бановина) — югославский и хорватский футболист, игравший на позиции вратаря, в частности, за клубы «Динамо» (Загреб) и «Црвена звезда», по завершении игровой карьеры — тренер. Участник чемпионата мира 1962 года в составе сборной Югославии.

## Клубная карьера
Свою карьеру начал в загребском «Динамо» на позиции вратаря. В составе этой команды он играл с 1958 по 1961 годы и выиграл Кубок Югославии в сезоне 1959/1960. В 1962 году перешёл в клуб «Црвена звезда», за который играл до 1966 года. В сезоне 1963/1964 выиграл со своим клубом чемпионат Югославии и свой второй Кубок Югославии.
В 1967 году уехал за границу и присоединился к американскому клубу «Окленд Клипперс», с которым он выиграл титул чемпиона NPSL, а в 1971 году стал игроком «Даллас Торнадо». Был признан лучшим вратарём американской лиги NASL в двух сезонах (1967, 1971). В 1972 году вернулся в Югославию в люблянский клуб «Олимпия», а в 1974 году присоединился к «Сан-Хосе Эртквейкс», где и завершил карьеру в следующем году.

## Карьера в сборной
28 ноября 1961 года дебютировал в официальных матчах в составе национальной сборной Югославии, выйдя на замену после перерыва в матче против сборной Японии (1:0) вместо Милутина Шошкича. В течение карьеры в национальной команде провёл в её форме 4 матча.
Присутствовал в заявке сборной на чемпионате мира 1962 года в Чили, но на поле не выходил. Его последним матчем за сборную стал товарищеский матч против Чехословакии (3:2) в мае 1964 года.

## Тренерская карьера
После завершения карьеры в 1978 году работал тренером в команде «Окленд Стомперс». Вскоре его уволили всего после восьми игр (рекордные четыре победы и четыре поражения). Он остался в команде в качестве директора по персоналу игроков.

## Матчи и голы за сборную
| № | Дата             | Соперник     | Счёт | Пропущено голов | Турнир            |
| 1 | 28 ноября 1961   | Япония       | 1:0  | —               | Товарищеский матч |
| 2 | 7 декабря 1961   | Индонезия    | 5:1  | —               | Товарищеский матч |
| 3 | 19 сентября 1962 | Эфиопия      | 5:2  | 2               | Товарищеский матч |
| 4 | 17 мая 1964      | Чехословакия | 3:2  | 2               | Товарищеский матч |

Итого: 4 матча / 4 пропущенных гола; 4 победы.

## Достижения
Динамо Загреб
- Кубок Югославии: 1959/1960

Црвена Звезда
- Первая лига: 1963/1964
- Кубок Югославии: 1963/1964

Окленд Клипперс
- Чемпион NPSL[англ.]: 1967

Даллас Торнадо
- Чемпион NASL: 1971

Сан-Хосе Эртквейкс
- Чемпион NASL (indoor soccer): 1975